# Skrapež (Vlasotince)
Skrapež (Servisch: Скрапеж) is een plaats in de Servische gemeente Vlasotince. De plaats telt 215 inwoners (2002).